# Fleetwood Metal Body Co.

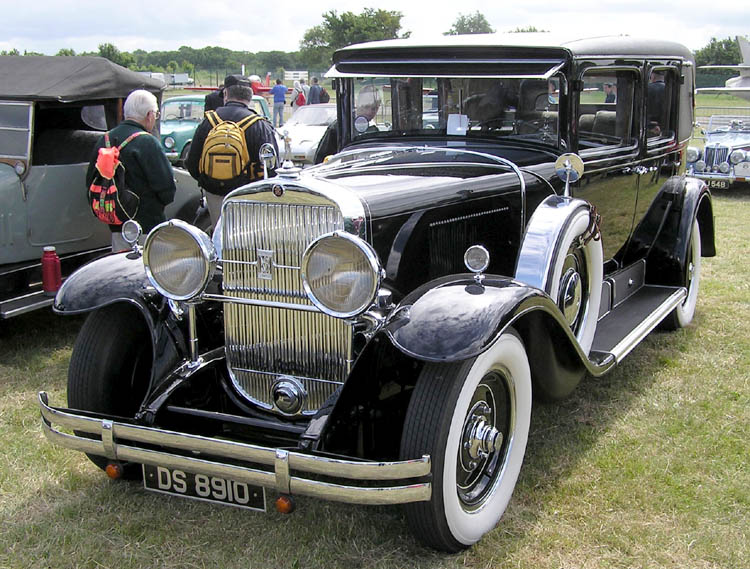
1929 Cadillac V8 Serie 341-B Imperial Sedan oder Limousine mit Fleetwood-Karosserie

Die Fleetwood Metal Body Co. war ein US-amerikanischer Stellmacherbetrieb, der in Fleetwood (Pennsylvania) ansässig war.

## Beschreibung
Die Firma wurde 1909 von Harry C. Urich (1867–1947) im „Dutch County“ von Pennsylvania gegründet. Urich war vorher bei Reading Metal Body Co. beschäftigt. Die Firma wurde im selben Jahr verkauft und verlagert, sodass Urich sich mit einigen seiner Kollegen selbstständig machte.
1910 übernahm Fleetwood zusätzlich zum eigenen Gelände die Gebäude der Vorgängerfirma Reading. Sieben Jahre später brannten die meisten Gebäude nieder, wurden aber gleich wieder aufgebaut. Im selben Jahr beschäftigte Fleetwood bereits 375 Mitarbeiter. Zu den frühen Automobilherstellern, für die Fleetwood Karosserien lieferte, gehörten Alco, American Fiat (ein Luxushersteller), Chadwick, SGV, Simplex, Renault (die nur die teuersten Modelle in die USA importierte) und etwas später auch F.R.P. und deren Nachfolger Porter.
1918 wurde in New York City eine Niederlassung gegründet. Im selben Haus zog später auch der Automobildesigner LeBaron ein, mit dem Fleetwood verstärkt kooperierte. 1920 wurden 50 bis 80 Karosserien im Monat (je nach Größe und Komplexität) hergestellt; die Aufträge kamen vom New Yorker Packard-Händler und Pierce-Arrow. In den Jahren 1921 und 1922 wurden aber auch Einzelanfertigungen von Karosserien auf Chassis von Duesenberg, Richelieu, Biddle (beide mit Duesenberg-Motoren), Lincoln, LaFayette, Doble, Crane-Simplex, Daniels, Locomobile, Owen Magnetic und Fox hergestellt; zu den importierten Chassis kamen solche der Marken Mercedes-Benz, Rolls-Royce, Isotta Fraschini, Hispano-Suiza, Lancia und Minerva. Bekannt wird Fleetwood besonders für seine luxuriöse Holz-Innenausstattung. Ab 1922 werden Kleinserien für Lincoln, später auch für Ford, gebaut. 
Am 18. Juli 1925 kaufte die Fisher Body Corporation Fleetwood auf, der Gründer Urich zog sich aus der Firma zurück. Gleichzeitig wurde die New Yorker Niederlassung an den Sitz von Fisher in Detroit verlagert. Fleetwood baute von da an fast ausschließlich für die General-Motors-Marken Cadillac und LaSalle. Ab Dezember 1925 wurden bei Fleetwood erstmals die neuen, schnelltrocknenden Holzlacke von DuPont eingesetzt. 1929 ließ Fisher in Detroit ein komplett neues Werk für Fleetwood bauen, in das ein Großteil der Produktion aus Pennsylvania verlegt wurde. Ende 1930 wurde das Fleetwood-Stammwerk geschlossen, was für die Gemeinde Fleetwood mitten in der Weltwirtschaftskrise einen herben Verlust bedeutete. Der örtliche GM-Händler wurde von der Bevölkerung boykottiert, sodass er schließlich aufgeben musste. Viele Einwohner von Fleetwood (Pennsylvania) kaufen bis heute noch kein Auto einer GM-Marke.
Im selben Jahr erschien der neue Cadillac V16 ausschließlich mit Fleetwood-Karosserien. 1931 wurden auf Veranlassung Lawrence P. Fischers, der inzwischen einer der GM-Direktoren war, letzte Karosserien für Packard-Fahrgestelle hergestellt.
1932 wurde Fleetwood komplett in die Fisher Body Corporation integriert. Ab diesem Zeitpunkt bis 1984 waren „Fleetwood“ und „Fisher“ nur noch luxuriöse Ausstattungsvarianten von Cadillac-Modellen.